# 二砷化钼
二砷化钼是一种钼的砷化物，化学式 MoAs2。其它钼的砷化物包括 Mo2As3和Mo5As4。

## 制备
二砷化钼可以由钼和砷在570 °C下直接反应而成。

## 性质
二砷化钼是一种黑色固体，在0.41 K以下有超导性。它是单斜晶系的，空间群 C2/m (No. 12)。它和磷化钼类似，不溶于浓盐酸或过氧化氢，但易溶于硝酸、热浓硫酸和王水。